# Astrodon
Astrodon („hvězdicovitý zub“) byl rod velkého sauropodního dinosaura, vzdáleně příbuzného rodu Brachiosaurus. Jedná se také o první taxon sauropodního dinosaura, objevený a formálně popsaný na území Severní Ameriky.

## Popis
Astrodon žil v období rané křídy na území východní části dnešních Spojených států amerických. Na základě studia palynomorfů (vzorků pylu) bylo stáří souvrství Arundel, ve kterém se fosilie tohoto dinosaura vyskytují, na 118 až 110 milionů let. Další fosilie jsou známé také ze souvrství Antlers.
Bylo odhadnuto, že na výšku mohl tento dinosaurus měřit až přes 9 metrů a na délku přes 15 metrů. Hmotnost zřejmě přesáhla i 15 tun.

## Objev
Již v roce 1859 byly objeveny dva zuby tohoto dinosaura ve formaci Arundel nedaleko města Bladensburg v Marylandu. Ve stejném roce je pojmenoval Christopher Johnson rodovým jménem Astrodon. Až v roce 1865 však přidal paleontolog Joseph Leidy také druhové jméno, které zvolil na počest svého předchůdce - A. johnstoni. V roce 1888 objevil ve stejné geologické formaci pozůstatky sauropoda O. C. Marsh. Pojmenoval je Pleurocoelus, tento název je však dnes obvykle považován za mladší synonym astrodona. Astrodon je znám především jen z pozůstatků mláďat a nedospělých jedinců, takže dospělý sauropod mohl být skutečně obřím dinosaurem. Marshovy fosílie jsou dnes pokládány za různá růstová stádia astrodona. V roce 1998 byl Astrodon prohlášen za státního dinosaura Marylandu.

## Fosilní stopy
Řeka Paluxy (Texas) je celosvětově známá díky proslulým horninám s dinosauřími stopami a jejich sériemi nedaleko městečka Glen Rose. V místních sedimentech spodnokřídového stáří (stáří asi 113 milionů let) byly již na začátku 20. století objeveny fosilní otisky stop velkých sauropodních i teropodních dinosaurů. Jejich výzkumem se proslavil zejména paleontolog Roland T. Bird. Slavné jsou například série stop dvou dinosaurů (dravého teropoda a býložravého sauropoda), zobrazující možná útok prvního z nich na druhého zmíněného - možná se jedná o jakýsi paleontologický záznam dávného lovu. Původci stop mohli být dinosauři příbuzní rodům Acrocanthosaurus a Sauroposeidon nebo právě Astrodon.

## V populární kultuře
Astrodon se objevuje například v románu Červený raptor od paleontologa Roberta T. Bakkera.